# 九戶城
九戶城（日语：／ Kunohejō */?），又稱為白鳥城（日语：／ Shiratorijō */?）、福岡城（日语：／ Fukuokajō */?）、宮野城（日语：／ Miyanojō */?），是位於日本岩手縣二戶市福岡字城之內的城跡，原本是平山城，為日本國史跡，整體面積達36萬平方米，指定範圍則佔其中的211,911平方米。

## 規模
九戶城位處福岡盆地的中央，東西寬850米，南北長650米，東面是貓淵川，南面是浪打峠，西面是馬淵川，北面則是白鳥川，地處相對高度達105至135米的河階，從東至西按順序是三之丸、本丸、二之丸、石澤館（外館）和若狹館，其中三之丸建於相對高度為105米至110米的中町段丘，其他則位處福岡段丘，南面隔着深田堀是松之丸和在府小路，推測是由南部信直在後來增建而成。
本丸位於九戶城的西北部，《角川日本地名大辭典》稱其東西寬120米，南北長80米，《日本城郭大系》則相反，除了懸崖部分外，全體由包括石垣在內的土壘和空堀所包圍，南面尤其堅固，除了折歪的石垣外，西南部分也曾經建有櫓，另外亦有如入口的隅欠，東面則有邊長10米的方形追手門，也有水井遺跡，過去該處可能是堀。本丸東面和南面是二之丸，面積約為本丸的兩倍，整體由土壘所包圍，東南部曾經是設有土橋的大手門，東北部則是搦手門遺址，與本丸之間隔着堀曾經建有腰郭。本丸西面是三之丸，現在是住宅地區，與本丸之間曾經建有堀。此外，石澤館又稱外館，與若狹館同為支援用城郭，松之丸則據傳是南部信直居館的所在地，北面是深田堀，南面是久府坂堀，東面隔着堀是曾經建有武家屋敷的在府小路，東西寬約180米，南北長約150米，東面和南面是土壘，東南面附近是正門遺址，北面則是搦手門遺址。

## 歷史
九戶城的築城者誰屬存在爭議，首先由於九戶城又稱作白鳥城，因此有說法認為曾經是安倍賴時之子安倍則任的居城，對此《日本城郭大系》稱此說法沒有根據，另一方面《日本城郭全集》則稱是安倍行任。其次，《岩手縣史》和《二戶郡和九戶郡古城館址考》根據一戶町的實相寺古文書，推測是由九戶政實的高祖九戶光政在明應年間（1492年至1501年）建成，二戶市採納此說法。最後，根據《奧南舊指錄》和《南部根元記》的記載，九戶城源於政實在永祿11年（1568年）在奪回鹿角郡一戰中建功，獲賜福岡一帶而來，《日本城郭大系》和《日本城郭全集》均採納此說法。
天正18年（1590年），信直奉豐臣秀吉之命下令政實出兵至津輕，但是政實拒絕，其後豐臣軍與伊達政宗在同年8月攻陷九戶城，堀尾吉晴取下750個人頭而獲秀吉加賞。儘管如此，政實在翌年的年賀出仕依然沒有現身於三戶，政實在同年3月聯合櫛引清長和七戶家國等人引發九戶政實之亂。6月15日（1591年8月4日），淺野長政下令八戶氏攻擊政實，豐臣秀次等人也前往當地平亂，船越氏等在奧州仕置中獲安堵的土豪也支援豐臣軍。同年9月2日（10月19日），淺野長政、蒲生氏鄉、堀尾吉晴和井伊直政等人率軍進攻九戶城，總數達六萬，相對地九戶城僅有五千守軍，然而久攻不下的豐臣軍在9月4日（10月21日）以九戶氏的菩提寺長興寺的和尚薩天為使者，在信中稱讚政實的武勇，又承諾不會殺害女性和兒童來勸降，最後政實投降，九戶城卻遭到屠城，政實則在三迫（現宮城縣栗原市）被斬首。
其後，九戶城由淺野長政或蒲生氏鄉進行修建，同年12月信直也從三戶城轉移至九戶城，將其改稱為福岡城，並且以其作為主城直至盛岡城建成為止。信直死後，南部利直則曾經以其子南部經直為九戶城的城代。寬永11年或13年（1634年或1636年），九戶城被廢城。1935年6月7日，九戶城跡獲指定為日本國史跡，史跡環境整備事業則始於1989年，1995年時在二之丸大手門附近發現十數副無頭人骨，由於人骨有無數的傷痕，在2008年經過東北大學醫學部的調查，推測是當時屠城的受害者。2017年4月6日，九戶城獲日本城郭協會選為續日本100名城。

## 外部連結
- . 东北新社.   [2022-03-29] （日语）.